# MacBook Pro
Il MacBook Pro è un computer notebook prodotto da Apple dal 2006, sostituisce il PowerBook G4 dopo la transizione ai processori Intel.
Le diverse generazioni si basano sui processori Core Duo, 2 Duo, Core i5, i7, i9 e, da fine 2021, con i chip autoprodotti M1, M1 Pro, M1 Max, M2, M3 (con le diverse varianti). È attualmente prodotto in versioni da 13 e 14 e 16 pollici, attualmente il più grande della famiglia, sebbene in passato fosse presente una versione da 17 pollici.

## Storia
La prima generazione di MacBook Pro appariva esternamente simile al PowerBook G4, ma usava i processori Intel Core anziché i chip PowerPC G4. Il modello da 15" è stato annunciato da Steve Jobs al Macworld Expo il 10 gennaio 2006, mentre la commercializzazione è iniziata nella metà di febbraio. Il modello da 17" è stato introdotto ad aprile, ed entrambi hanno ricevuto numerosi aggiornamenti e i nuovi processori Core 2 Duo più tardi nello stesso anno. Il 5 giugno 2007 i processori vengono nuovamente sostituiti con la piattaforma Intel Santa Rosa; il cambio successivo è del 26 febbraio 2008 con la transizione sull'Intel Penryn.
La seconda generazione, conosciuta come serie "unibody", ha un design più affusolato e un case formato da un singolo blocco di alluminio. Ha debuttato nell'ottobre 2008 con il Macbook Pro da 15" e il Macbook unibody in alluminio da 13". Il gennaio seguente è stato aggiunto un modello da 17", assieme alla batteria built-in che ha caratterizzato tutta la linea a partire dal giugno seguente. Anche il modello da 13" è stato, in seguito, assorbito all'interno della linea Macbook Pro. Aggiornamenti successivi hanno portato alla sostituzione dei processori con Intel Core i5 e i7 e hanno introdotto la tecnologia Thunderbolt di Intel.
Apple ha messo in commercio la terza generazione di Macbook Pro nel giugno 2012 con solo il modello da 15". Allo stesso tempo, fu annunciato che versioni leggermente aggiornate dei modelli unibody da 13" e 15" sarebbero state vendute in parallelo, anche se Apple ha interrotto la produzione della variante da 17". Anche se è più piccolo, a livello di dimensioni, del suo predecessore, il modello di terza generazione dal design simile mantiene un fattore di forma ispirato all'unibody. A livello di specifiche, la differenza più sostanziale con la vecchia generazione è l'introduzione di schermi a risoluzione molto più elevata, i Retina display, l'eliminazione del drive ottico, e la sostituzione dei dischi rigidi con drive a stato solido. Una terza generazione di Macbook Pro da 13" è stata messa in commercio il 23 ottobre 2012. Come il modello da 15", anche quello da 13" include il Retina display. I nuovi modelli presentano tutti i nuovi processori Ivy Bridge, una nuova scheda grafica Nvidia con tecnologia Kepler, e uno spessore di circa 18 millimetri.
Nel 2020 Apple ha presentato i primi Mac con il SoC Apple per computer chiamato M1. Era solo presente nel modello 13 pollici, con 8 core di CPU e GPU. Aveva soprattutto un io molto limitato. 
Nel 2021 i nuovi MacBook Pro con chip M1 Pro e M1 Max. Sono disponibili nei modelli 14 e 16 pollici, con massimo 10 core di CPU, 32 core di GPU e 64 GB di RAM.
Nel 2022 il MacBook Pro da 13" è stato aggiornato con il chip M2.

## Versioni

### Aluminum
Il MacBook Pro usa un processore Intel Core Duo, il primo processore dual-core per portatili progettato da Intel, e il primo processore Intel Core. L'Intel Core Duo è un processore Intel a 32-bit (precedente nome in codice: Yonah), che consiste di due core derivati dalla linea di processori Pentium M Banias/Dothan. Fra le funzioni di questo processore ci sono: i set di istruzione SSE, SSE2 e SSE3, 2 MiB di cache L2 condivisa e la tecnologia di virtualizzazione Vanderpool.
Il MacBook Pro 15", normalmente, viene fornito con un processore da 1,83 GHz o 2,0 GHz. Il processore da 2,16 GHz è disponibile come opzione build-to-order quando si ordina il modello MacBook da 2,0 GHz, ed è standard sul modello da 17".

Contrariamente all'iMac, il processore si trova all'interno della scheda logica. Ciò significa che esso non si può aggiornare semplicemente sostituendolo con uno più veloce. Una foto della scheda logica con la CPU è disponibile qui.

#### Inizio 2006
La prima versione del MacBook Pro monta un processore Intel Core Duo da 1,83, 2 o 2,16 GHz; un disco rigido da 80, 100 (5400 o 7200 rpm) o 120 GB (5400 rpm); una scheda grafica ATI Mobility Radeon X1600 (128 o 256 MB GDDR3); RAM estendibile fino a 2 GB; uno schermo da 15,4 pollici con una risoluzione nativa di 1440x900 pixel e una videocamera iSight incorporata. Sono inclusi con il portatile un Apple Remote con Front Row, Photo Booth, Mac OS X Tiger e iLife '06. Il MacBook Pro include anche una nuova spina per l'alimentatore, la MagSafe, che si stacca quando qualcuno inciampa nel cavo, evitando che sia il portatile sia una persona possano cadere. Il MacBook Pro include anche una tastiera illuminata e una trackpad.
Il modello da 15" pesa 2,54 kg, e quello da 17" 3,08 kg, nonostante essi siano leggermente più sottili, con uno spessore di 2,59 cm, e possiedano uno schermo leggermente più largo: 15,4 pollici in diagonale rispetto ai 15,2 pollici dello schermo del PowerBook.
Il nuovo MacBook Pro include entrambe le porte USB 2.0 e FireWire 400 e un sostituto, più avanzato, degli slot PC card, conosciuto come ExpressCard/34. È incluso un adattatore DVI/VGA che supporta l'Apple Cinema Display da 30 pollici. Un adattatore DVI/S-Video/composite TV-out (lo stesso del Mac mini e del Power Mac G5) è disponibile separatamente. La porta FireWire 800 e il modem V.92 disponibili nei PowerBook sono stati eliminati dal MacBook Pro 15", mentre quello da 17" ha una porta FireWire 800; è disponibile un modem esterno USB Apple. A differenza degli altri personal computer, il mac book pro è uno dei pochi a essere costruito interamente in alluminio, lavorato con la macchina a controllo numerico (CNC). sulla costa destra della base dove risiede la tastiera, possiede un LED visibile (quando in standby) attraverso l'alluminio, questo perché è stata effettuata una lavorazione millimetrica, infatti in quel punto lo spessore è di qualche decimo di millimetro. Questo è uno dei piccoli accorgimenti della casa Apple che rende unico il suo prodotto e di qualità.
La prima generazione ha cominciato a essere venduta il 14 febbraio 2006 con caratteristiche migliori di quelle annunciate: Steve Jobs annunciò due modelli di MacBook Pro al Macworld San Francisco il 10 gennaio 2006 con processore rispettivamente di 1,67 GHz e 1,83 GHz. Prima della vendita, queste specifiche vennero aggiornate rispettivamente a 1,83 GHz e 2,0 GHz; fu resa disponibile, come opzione build-to-order, un processore da 2.16 GHz, il più veloce processore Intel Core Duo. Il modello da 17", annunciato il 24 aprile 2009, ha una sola opzione: processore Intel Core Duo a 2.16 GHz.
Caratteristiche
- Processore: processore Intel Core 2 Duo 64-bit a 2,2 GHz o 2,4 GHz (il 14 febbraio 2006 la Apple cambiò la velocità dei processori a 1,67 GHz e 1,83 GHz, e aggiunse un'opzione build-to-order 2,16 GHz)
- Memoria: da 512 MiB a 2 GiB; 667 MHz DDR2 SDRAM (due slot SO-DIMM, per un massimo di 4 GiB)
- Schermo: 15,4 pollici (diagonale), risoluzione di 1440 × 900, widescreen TFT LCD, 300 cd/m² di luminosità
- Batteria: batteria agli ioni di litio da 60 wattora, caricata da un alimentatore da 85 watt con porta MagSafe.
- PCI Express: NVIDIA GeForce 8600M GT con 256 MB o 512 MB di SDRAM GDDR3 e DVI dual link; slot ExpressCard/34.
- Video: Videocamera iSight USB 2.0 integrata (0.6 megapixel)[1], output DVI, VGA (incluso adattatore DVI / VGA), DVI Dual-Link.
- Audio: Linea di ingresso audio ottica digitale, output audio per cuffie ottico digitale, altoparlanti stereo, microfono.
- Hard disk: 250 GB 5400 rpm / 300 GB 4200 rpm / 200 GB 7200 rpm con Sudden Motion Sensor
- Drive ottico: SuperDrive (DVD±RW/CD-RW) in lettura con doppio strato, in scrittura con singolo strato.
- Ethernet: Porta 10/100/1000 (Gigabit) integrata.
- Wireless: AirPort Extreme (802.11g/802.11n) e Bluetooth 2.0+EDR integrati.
- Altro I/O: Due porte USB 2.0, una porta FireWire 400e una FireWire 800, sensore IR per telecomando Apple Remote.
- Espansioni: slot ExpressCard/34
- Peso: 2,54 kg
- Superficie: 35,7 × 24,3 cm
- Spessore: 2,59 cm
- Firmware: Extensible Firmware Interface[2]

#### Inizio 2006, 17 pollici
Un modello da 17 pollici con una CPU Intel Core Duo da 2,16 GHz fu introdotto il 24 aprile 2006. Esso fornisce una porta Firewire 800 port, una porta USB 2.0 in più e un SuperDrive 8x che può scrivere i DVD+R a doppio strato.
Caratteristiche
Il MacBook Pro da 17 pollici ha le stesse caratteristiche del modello da 15,4", tranne che per:
- Processore: Intel Core Duo 32-bit da 2,4 GHz
- Memoria: da 2 GB a 4 GB 667 MHz DDR2 SDRAM (due slot SO-DIMM)
- Schermo: 17 pollici (diagonale), risoluzione 1680 × 1050, widescreen TFT LCD, 300 cd/m² di luminosità
- Batteria: batteria agli ioni di litio da 60 wattora, caricata da un alimentatore da 85 watt con porta MagSafe.
- PCI Express: Processore grafico NVIDIA GeForce 8600M GT con supporto DVI dual-link e 512MB di SDRAM GDDR3.
- Hard disk: 250 GB 5400 rpm / 300 GB 4200 rpm / 200 GB 7200 rpm con Sudden Motion Sensor.
- Drive ottico: SuperDrive 8x (DVD±RW/CD-RW) in lettura con doppio livello, in scrittura con DVD+R doppio livello.
- Altro I/O: Tre porte USB 2.0, una FireWire 400, una FireWire 800, sensore IR.
- Peso: 3,1 kg
- Superficie: 39,2 × 26,5 cm

#### Metà 2007
Il 5 giugno 2007 sono stati aggiornati i MacBook Pro. Le principali novità sono: l'introduzione degli schermi a LED, meno inquinanti che apportano il vantaggio di una più lunga durata della batteria; il passaggio dalle schede video ATI a quelle Nvidia; l'aggiornamento dell'iSight, la fotocamera posta sopra lo schermo che passa da una risoluzione di 640×480 a una di 1,3 megapixel; l'introduzione dei nuovi processori Intel con chip Santa Rosa e con le nuove frequenze a 2,2 e 2,4 GHz che vanno a sostituire le vecchie frequenze a 2,16 e 2,33 GHz; e infine l'abbassamento del prezzo di 100 euro per tutti e tre i modelli. Gli schermi a LED sono stati introdotti solo nelle versioni con schermo da 15,4 pollici. Fonti certe dicono che l'introduzione dei nuovi schermi arrivi dopo le proteste di Greenpeace contro Apple, rea di usare materiali inquinanti.

##### Specifiche tecniche
Come nelle precedenti versioni si hanno tre possibilità di scelta. L'entry level con schermo da 15,4 pollici, processore a 2,2 GHz, scheda video a 128, hard disk da 120, 2 GiB di RAM (compreso di numerose altre funzionalità incluse, come il telecomando, l'iSight, la tastiera retroilluminata e altre) a 1899 euro. La seconda opzione è identica alla prima, ma con un processore che passa a 2,4 GHz di potenza, una scheda video a 256 MiB di memoria e l'hard disk che passa da 120 a 160 GB. La terza opzione ha schermo da 17 pollici con una risoluzione massima di 1960×1280, come la versione precedente monta un processore a 2,4 GHz, 2 GiB di RAM, 160 GB di hard disk, 256 MiB di scheda video.

### Unibody

#### Inizio e fine 2008
MacBook Pro è equipaggiato con processori Intel Core 2 Duo (in due modelli, rispettivamente da 2,4 GHz e 2,53 GHz con opzione a 2,8 GHz), schermi 15,4"/17" retroilluminati a LED (al pari dei MacBook Air presentati a gennaio 2008) con risoluzione nativa di 1440x900/1920x1080. La novità principale è la nuova scheda grafica NVIDIA (che sostituiranno gradualmente i modelli ATI) GeForce 9400M + 9600M GT con 256 MB (opzione con 512 MB). Inoltre, è dotato di una porta mini DisplayPort per la connessione di monitor esterni con il supporto dell'estensione di scrivania.
Il MacBook Pro è ora dotato di:
- nuovo guscio in alluminio e vetro interamente riciclabile
- una webcam iSight
- un sistema di chiusura magnetico.
- sistema operativo preinstallato Mac OS X Leopard, accompagnato dalle applicazioni iLife, Front Row e Photo Booth
- presa di rete 10/100/1000 BASE-T Gigabit Ethernet
- AirPort Extreme Draft 802.11n
- Bluetooth 2.1 + EDR
- 2 porte USB 2.0 (3 nel 17")
- 1 porta FireWire 800
- tastiera retroilluminata
- TrackPad Multi-Touch (con un controllo preciso del cursore e consente di scorrere con due dita, pizzicare, ruotare con tre e quattro dita, toccare, toccare due volte e trascinare)
- alimentatore MagSafe
- supporto sino a un massimo di 4 GB di RAM DDR3 1066 MHz, compatibile anche fino a 6 GB
- slot Express Card/34

Era venduto in tre modelli:
- 15,4" 2,4 GHz
  - Processore Intel Core 2 Duo
  - 2 GB di memoria RAM DDR3
  - Disco rigido da 250 GB
  - Nvidia GeForce 9400M + 9600M GT con 256 MB
- 15,4" 2,53 GHz
  - Processore Intel Core 2 Duo
  - 4 GB di memoria RAM DDR3
  - Disco rigido da 320 GB
  - Nvidia GeForce 9400M + 9600M GT con 512 MB
- 17" 2,6 GHz
  - Processore Intel Core 2 Duo
  - 4 GB di memoria RAM DDR3
  - Disco rigido da 320 GB
  - Nvidia GeForce 9400M + 9600M GT con 512 MB
  - Batteria integrata di nuova concezione con durata di 8 ore

#### Inizio e metà 2009
Durante la WWDC la linea MacBook Pro viene aggiornata. In quest'occasione il MacBook in alluminio viene "promosso" alla classe Pro.
Dopo l'aggiornamento il MacBook Pro era ora dotato di:
- nuovo guscio in alluminio e vetro interamente riciclabile
- una webcam iSight
- un sistema di chiusura magnetico.
- sistema operativo preinstallato OS X Snow Leopard, accompagnato dalle applicazioni iLife, Front Row e Photo Booth
- presa di rete 10/100/1000 BASE-T Gigabit Ethernet
- AirPort Extreme Draft 802.11n
- Bluetooth 2.1 + EDR
- 2 porte USB 2.0 (3 nel 17")
- 1 porta FireWire 800
- tastiera retroilluminata
- TrackPad Multi-Touch (con un controllo preciso del cursore e consente di scorrere con due dita, pizzicare, ruotare con tre e quattro dita, toccare, toccare due volte e trascinare)
- alimentatore MagSafe
- supporto sino a un massimo di 4 GB di RAM DDR3 1066 MHz, compatibile anche fino a 8 GB
- slot Express Card/34 (modello 17")
- slot per schede di memoria SD (modelli 15,4" e 13,3")

Modelli
La famiglia Pro era venduta in sei versioni:
- 13,3" 2,26 GHz
  - Processore Intel Core 2 Duo
  - 2 GB di memoria RAM DDR3
  - Disco rigido da 160 GB
  - Nvidia GeForce 9400M
  - Batteria da 7 ore integrata (in operatività Wi-Fi)
  - slot per schede di memoria SD
- 13,3" 2,53 GHz
  - Processore Intel Core 2 Duo
  - 4 GB di memoria RAM DDR3
  - Disco rigido da 250 GB
  - Nvidia GeForce 9400M
  - Batteria da 7 ore integrata (in operatività Wi-Fi)
  - slot per schede di memoria SD
- 15,4" 2,53 GHz
  - Processore Intel Core 2 Duo
  - 4 GB di memoria RAM DDR3
  - Disco rigido da 250GB
  - Nvidia GeForce 9400M
  - Batteria da 7 ore integrata (in operatività Wi-Fi)
  - slot per schede di memoria SD
- 15,4" 2,66 GHz
  - Processore Intel Core 2 Duo
  - 4 GB di memoria RAM DDR3
  - Disco rigido da 320 GB
  - Nvidia GeForce 9400M + 9600M GT con 256 MB
  - Batteria da 7 ore integrata (in operatività Wi-Fi)
  - slot per schede di memoria SD
- 15,4" 2,8 GHz
  - Processore Intel Core 2 Duo
  - 4 GB di memoria RAM DDR3
  - Disco rigido da 500 GB
  - GeForce 9400M + 9600M GT con 512 MB
  - Batteria da 7 ore integrata (in operatività Wi-Fi)
  - slot per schede di memoria SD
- 17" 2,8 GHz
  - Processore Intel Core 2 Duo
  - 4 GB di memoria RAM DDR3
  - Disco rigido da 500 GB
  - Nvidia GeForce 9400M + 9600M GT con 512 MB
  - ExpressCard/34 slot
  - Batteria integrata di nuova concezione con durata di 8 ore (in operatività Wi-Fi)

#### Metà 2010
Il 13 aprile 2010 l'intera linea di MacBook Pro è stata aggiornata. I nuovi prodotti ora hanno nuove batterie che durano dalle 8 alle 10 ore. Tutti i modelli sono equipaggiati con schede grafiche nVidia di nuova generazione (serie GeForce 300) e processori Intel Core (serie i5 e i7, fatta eccezione per il modello da 13" che ancora usa i processori Intel Core 2 Duo, anche se con frequenze più alte rispetto al modello precedente).
Caratteristiche
Il MacBook Pro è equipaggiato con processori Intel Core 2 Duo nel modello da 13" (in due versioni, rispettivamente da 2,4 e 2,66 GHz), scheda grafica integrata nVidia GeForce 320M (256 MB di memoria condivisa), slot per le schede Secure Digital e batteria di nuova concezione con durata fino a 10 ore. La RAM è 4 GB DDR3 a 1066 MHz di serie, con possibilità di espansione a 8 GB e l'hard disk può essere scelto tra vari modelli fino a 500 GB a 5400 rpm, oppure tra modelli SSD fino a 512 GB. Nei modelli da 15" e 17" pollici entrano in scena i nuovi processori Intel Core i5 e i7 con frequenze fino a 2,66 GHz, doppia scheda grafica Intel HD Graphics + nVidia GeForce GT330M da 512 MB (256 MB in alcuni modelli da 15") con switch automatico (tecnologia sviluppata da Apple che rileva i processi in esecuzione e decide quale scheda grafica utilizzare: ad esempio, se si usa un programma di videoscrittura, si attiva la scheda integrata, mentre se si sta giocando o usando programmi multimediali, come Photoshop o iMovie, entra in azione la scheda dedicata). Anche qui la RAM è da 4 GB (in opzione fino a 8 GB), gli hard disk sono gli stessi del 13", ma il 500 GB arriva fino a 7200 rpm, mentre l'autonomia della batteria è di circa 9 ore.
Sul lato sinistro troviamo:
- Connettore MagSafe per l'alimentazione
- Connettore di rete 10/100/1000 BASE-T Gigabit Ethernet
- Connettore FireWire 800 (su tutti i modelli)
- Connettore Mini DisplayPort
- 2 connettori USB 2.0 (3 nel modello da 17")
- Connettori Audio In/Out analogico e digitale (nel modello da 13" solo Audio Out)
- Slot per schede di memoria SD (sostituito nel modello da 17" con uno slot ExpressCard/34)

Sul davanti è rimasta la porta infrarossi per l'Apple Remote.
Sul lato destro invece abbiamo solo il masterizzatore SuperDrive e lo slot di sicurezza Kensington.
Modelli
I modelli in vendita erano sei (divisi in 3 gruppi in base alla dimensione del display):
- 13,3"
  - Processore Intel Core 2 Duo (da 2,4 o 2,66 GHz)
  - 4 GB di memoria RAM DDR3
  - Disco rigido da 250 GB (o 320 GB)
  - Nvidia GeForce 320M
  - Batteria da 10 ore integrata (in operatività Wi-Fi)
  - Slot per schede di memoria SD
- 15,4"
  - Processore Intel Core i5 (da 2,4 o 2,53 o 2,8 GHz)
  - 4 GB di memoria RAM DDR3
  - Disco rigido da 320 GB (o 500 GB)
  - Scheda Intel HD graphics
  - Nvidia GeForce GT 330M con 256 MB (o 512 MB)
  - Batteria da 8-9 ore integrata (in operatività Wi-Fi)
  - Slot per schede di memoria SD
- 17" 2.8 GHz
  - Processore Intel Core i5
  - 4 GB di memoria RAM DDR3
  - Disco rigido da 500 GB
  - Scheda Intel HD graphics
  - Nvidia GeForce GT 330M con 512 MB
  - Slot ExpressCard/34
  - Batteria integrata di nuova concezione con durata di 8 ore (in operatività Wi-Fi)

#### Inizio 2011
Il 24 febbraio 2011 sono stati aggiornati i MacBook Pro. Le grandi novità sono rappresentate dal passaggio dei modelli da 13" dagli obsoleti, anche se potenti Core 2 Duo, ai nuovi Intel Core di seconda generazione (nome in codice Sandy Bridge), mentre nei modelli da 15" e 17", per la prima volta sui laptop Apple, si è verificato il passaggio agli Intel Core i7 Quad Core. Anche la grafica ha subito dei cambiamenti, con l'entrata, nei modelli da 13", dell'integrata Intel HD Graphics 3000, mentre nei restanti modelli si verifica il passaggio dalla grafica dedicata nVidia a una più prestante AMD. Degna di nota è l'introduzione per la prima volta sul mercato della connessione Thunderbolt (basata sul progetto Light Peak di Intel), che permette velocità di trasferimento di 10 Gbit/s in entrambe le direzioni contemporaneamente. Un'altra novità è l'introduzione della webcam FaceTime HD, che permette di effettuare videochiamate in alta definizione tramite l'applicazione FaceTime (di serie).
Caratteristiche
Il nuovo MacBook Pro è equipaggiato con processori Intel Core i5 e i7 nei modelli da 13" (in due versioni, rispettivamente 2.3 GHz e 2.7 GHz), scheda grafica integrata nella CPU Intel HD Graphics 3000 (con 384 MB di memoria condivisa), slot per le schede SDXC e batteria di nuova concezione con durata di 7 ore. La RAM è 4 GB DDR3 a 1333 MHz di serie, con possibilità di espansione a 8 GB e l'hard disk può essere scelto tra vari modelli fino a 750 GB a 5400 rpm, oppure tra modelli SSD fino a 512 GB. Nei modelli da 15" e 17" pollici entrano in scena i nuovi processori Intel Core i7 Quad Core con frequenze fino a 2.3 GHz, doppia scheda grafica Intel HD Graphics 3000 + AMD Radeon HD 6490M da 256MB nel modello 15" base, mentre nei restanti modelli abbiamo una AMD Radeon HD 6750M da 1 GB (altra novità per i laptop Apple), tutti con switch automatico della grafica (tecnologia sviluppata da Apple che rileva i processi in esecuzione e decide quale scheda grafica utilizzare: ad esempio, se si sta usando Word/Pages, si attiva l'integrata, mentre se si sta giocando o usando programmi multimediali, come Photoshop o iMovie, entra in azione la scheda AMD). Anche qui la RAM è da 4 GB (in opzione fino a 8 GB), gli hard disk sono gli stessi del 13", ma il 500 GB arriva fino a 7200 rpm, mentre l'autonomia della batteria rimane di 7 ore.
Sul lato sinistro troviamo:
- Connettore MagSafe per l'alimentazione
- Connettore di rete 10/100/1000 BASE-T Gigabit Ethernet
- Connettore FireWire 800 (su tutti i modelli)
- Connettore Thunderbolt
- 2 connettori USB 2.0 (3 nel modello da 17")
- Connettori Audio In/Out analogico e digitale (nel modello da 13" solo Audio Out)
- Slot per schede di memoria SDXC (sostituito nel modello da 17" con uno slot ExpressCard/34)

Sul davanti è rimasta la porta infrarossi per l'Apple Remote.
Sul lato destro invece abbiamo solo il masterizzatore SuperDrive e lo slot di sicurezza Kensington.
Modelli
I modelli in vendita erano sei (divisi in 3 gruppi in base alla dimensione del display):
- 13,3"
  - Processore Intel Core i5 dual-core (da 2,3 0 2,7 GHz)
  - 4 GB di memoria RAM DDR3
  - Disco rigido da 320 GB (o 500 GB)
  - Intel HD Graphics 3000
  - Batteria da 7 ore integrata
  - Porta Thunderbolt
- 15,5"
  - Processore Intel Core i7 quad-core (da 2,0 o 2,2 GHz)
  - 4 GB di memoria RAM DDR3
  - Disco rigido da 500 GB (o 720 GB)
  - Intel HD Graphics 3000
  - AMD Radeon HD 6490M con 256 MB (o 1 GB) di memoria GDDR5
  - Batteria da 7 ore integrata
  - Porta Thunderbolt
- 17"
  - Processore Intel Core i7 quad-core da 2,2 GHz
  - 4 GB di memoria RAM DDR3
  - Disco rigido da 720 GB
  - Intel HD Graphics 3000
  - AMD Radeon HD 6750M con 1 GB di memoria GDDR5
  - Batteria da 7 ore integrata
  - Porta Thunderbolt

#### Fine 2011
Nel mese di novembre 2011, Apple apporta alcune piccole modifiche hardware alla gamma MacBook Pro, potenziando processori e schede grafiche. Nessun cambiamento del design, che rimane invariato.
- 13,3" 2,4 GHz
  - Processore Intel Core i5 dual-core 2,4 GHz
  - 4 GB di memoria RAM DDR3
  - Disco rigido da 500 GB
  - Intel HD Graphics 3000
  - Batteria da 7 ore integrata
  - Porta Thunderbolt
- 13,3" 2,8 GHz
  - Processore Intel Core i5 dual-core 2,7 GHz
  - 4 GB di memoria RAM DDR3
  - Disco rigido da 750 GB
  - Intel HD Graphics 3000
  - Batteria da 7 ore integrata
  - Porta Thunderbolt
- 15,5" 2,2 GHz
  - Processore Intel Core i7 quad-core 2,2 GHz
  - 4 GB di memoria RAM DDR3
  - Disco rigido da 500 GB
  - Intel HD Graphics 3000
  - AMD Radeon HD 6750M con 512 MB di memoria GDDR5
  - Batteria da 7 ore integrata
  - Porta Thunderbolt
- 15,5" 2,4 GHz
  - Processore Intel Core i7 quad-core 2,4 GHz
  - 4 GB di memoria RAM DDR3
  - Disco rigido da 720 GB
  - Intel HD Graphics 3000
  - AMD Radeon HD 6770M con 1 Gb di memoria GDDR5
  - Batteria da 7 ore integrata
  - Porta Thunderbolt
- 17" 2,4 GHz
  - Processore Intel Core i7 quad-core 2,4 GHz
  - 4 GB di memoria RAM DDR3
  - Disco rigido da 720 GB
  - Intel HD Graphics 3000
  - AMD Radeon HD 6770M con 1 Gb di memoria GDDR5
  - Batteria da 7 ore integrata
  - Porta Thunderbolt

### Retina

#### Metà e fine 2012
Nel 2012 vengono inseriti i display Retina ad altissima risoluzione al posto dei vecchi display. Non ci sono modifiche sostanziali nel design, eccettuato un assottigliamento della scocca. Viene aggiunta la porta HDMI e viene tolto dal catalogo il modello da 17 pollici.
|                      | MacBook Pro 13,3"                                                                        | MacBook Pro 13,3"                                                        | MacBook Pro 15,4" | MacBook Pro 15,4"                                                                       |
| senza display Retina | con display Retina                                                                       | senza display Retina                                                     | con display Retina                                                                                                   |                                                                                         |
| -------------------- | ---------------------------------------------------------------------------------------- | ------------------------------------------------------------------------ | --- | --------------------------------------------------------------------------------------- |
| Processore           | i5 2,5 GHz dual-core / i7 2,9 GHz dual-core                                              | i5 2,5 GHz dual-core / i7 2,9 GHz dual-core                              | i7 2,3 GHz quad-core / i7 2,6 GHz quad-core                                                                          | i7 2,3 GHz quad-core (Turbo Boost 3,3 GHz) / i7 2,6 GHz quad-core (Turbo Boost 3,6 GHz) |
| Memoria              | 4 / 8 GB a 1600 MHz                                                                      | 8 GB a 1600 MHz                                                          | 4 / 8 GB a 1600 MHz                                                                                                  | 8 / 16 GB a 1600 MHz                                                                    |
| Schermo              | 13,3" lucido, 1280 × 800 pixel                                                           | 13,3" Retina display lucido, 2560 × 1600 px (227 ppi)                    | 15,4" lucido o antiriflesso, 1680 × 1050 px                                                                          | 15,4" Retina display lucido, 2880 × 1800 px (220 ppi)                                   |
| Batteria             | Polimeri di litio 63,5 wattora                                                           | Polimeri di litio 74 wattora                                             | Polimeri di litio 77,5 wattora                                                                                       | Polimeri di litio 95 wattora                                                            |
| Scheda video         | Intel HD Graphics 4000                                                                   | Intel HD Graphics 4000                                                   | Intel HD Graphics 4000 + NVIDIA GeForce GT 650M 512MB GDDR5 / Intel Graphics 4000 + NVIDIA GeForce GT 650M 1GB GDDR5 | Intel HD Graphics 4000 + NVIDIA GeForce GT 650M 1GB GDDR5                               |
| Hard disk o SSD      | 500 GB 5400 rpm / 750 GB 5400 rpm / 1 TB 5400 rpm / SSD 128 GB / SSD 256 GB / SSD 512 GB | SSD 256 GB / SSD 512 GB / SSD 768 GB                                     | 500 GB 5400 rpm / 750 GB 5400 rpm / 750 GB 7200 rpm / 1 TB 5400 rpm / SSD 128 GB / SSD 256 GB / SSD 512 GB           | SSD 256 GB / SSD 512 GB / SSD 768 GB                                                    |
| Drive ottico         | SuperDrive 8x DL (DVD±RW/DVD+DL/CD-RW)                                                   |                                                                          | SuperDrive 8x DL (DVD±RW/DVD+DL/CD-RW)                                                                               |                                                                                         |
| Connettività fisica  | 2 USB 3, FW 800, Porta Thunderbolt, slot SDXC, ingresso/uscita audio                     | 2 USB 3, 2 porte Thunderbolt, porta HDMI, ingresso cuffie, slot SDXC     | 2 USB 3, FW 800, Porta Thunderbolt, slot SDXC, ingresso audio, uscita audio                                          | 2 USB 3, 2 porte Thunderbolt, porta HDMI, ingresso cuffie, slot SDXC                    |
| Rete                 | Porta Gigabit Ethernet 10/100/1000BASE-T                                                 | adattatore Gigabit Ethernet 10/100/1000BASE-T (in vendita separatamente) | Porta Gigabit Ethernet 10/100/1000BASE-T                                                                             | adattatore Gigabit Ethernet 10/100/1000BASE-T (in vendita separatamente)                |
| Wireless             | AirPort Extreme (802.11n) e Bluetooth 4.0                                                | AirPort Extreme (802.11n) e Bluetooth 4.0                                | AirPort Extreme (802.11n) e Bluetooth 4.0                                                                            | AirPort Extreme (802.11n) e Bluetooth 4.0                                               |
| Peso                 | 2,06 kg                                                                                  | 1,62 kg                                                                  | 2,56 kg | 2,02 kg                                                                                 |
| Superficie           | 32,5 × 22,7 cm                                                                           | 31,4 × 21,9 cm                                                           | 36,4 × 24,9 cm | 35,89 × 24,71 cm                                                                        |
| Spessore             | 2,41 cm                                                                                  | 1,90 cm                                                                  | 2,41 cm | 1,80 cm                                                                                 |

#### Inizio 2015
Nel 2015, Apple ha rinnovato la gamma MacBook Pro, apportando modifiche minori.
Caratteristiche
|                   |                   | MacBook Pro 13"                                                                        | MacBook Pro 13"                                                                        | MacBook Pro 15"                                                                        |
| 2,7 GHz           | 2,9 GHz           | 2,2 GHz                                                                                |                                                                                        |                                                                                        |
| ----------------- | ----------------- | -------------------------------------------------------------------------------------- | -------------------------------------------------------------------------------------- | -------------------------------------------------------------------------------------- |
| Colori            | Colori            | Argento                                                                                | Argento                                                                                | Argento                                                                                |
| Schermo           | Schermo           | Retina 13,3" IPS 2560×1600, 227 ppi, 300 nit, contrasto 900:1                          | Retina 13,3" IPS 2560×1600, 227 ppi, 300 nit, contrasto 900:1                          | Retina 15,4" IPS 2880×1800, 220 ppi, 300 nit, contrasto 900:1                          |
| Processore        | Processore        | Intel Core i5 dual-core 2,7 GHz                                                        | Intel Core i5 dual-core 2,9 GHz                                                        | Intel Core i7 quad-core 2,2 GHz                                                        |
| Archiviazione     | Archiviazione     | SSD PCIe 256 GB                                                                        | SSD PCIe 512 GB                                                                        | SSD PCIe 256 GB                                                                        |
| Memoria           | Memoria           | 8 GB LPDDR3 1867 MHz                                                                   | 8 GB LPDDR3 1867 MHz                                                                   | 16 GB LPDDR3 1867 MHz                                                                  |
| Grafica           | Grafica           | Intel Iris Graphics 6100                                                               | Intel Iris Graphics 6100                                                               | Intel Iris Pro Graphics                                                                |
| Porte             | Porte             | Due porte Thunderbolt 2 Due porte USB 3 Porta HDMI Jack audio da 3,5 mm Slot SDXC Card | Due porte Thunderbolt 2 Due porte USB 3 Porta HDMI Jack audio da 3,5 mm Slot SDXC Card | Due porte Thunderbolt 2 Due porte USB 3 Porta HDMI Jack audio da 3,5 mm Slot SDXC Card |
| Wireless          | Wireless          | Wi-Fi 802.11ac; compatibile con IEEE 802.11a/b/g/n Bluetooth 4.0                       | Wi-Fi 802.11ac; compatibile con IEEE 802.11a/b/g/n Bluetooth 4.0                       | Wi-Fi 802.11ac; compatibile con IEEE 802.11a/b/g/n Bluetooth 4.0                       |
| Videocamera       | Videocamera       | Videocamera FaceTime HD a 720p                                                         | Videocamera FaceTime HD a 720p                                                         | Videocamera FaceTime HD a 720p                                                         |
| Audio             | Audio             | Altoparlanti stereo Due microfoni                                                      | Altoparlanti stereo Due microfoni                                                      | Altoparlanti stereo Due microfoni                                                      |
| Batteria          | Batteria          | Batteria al litio da 74,9 Wh                                                           | Batteria al litio da 74,9 Wh                                                           | Batteria al litio da 99,5 Wh                                                           |
| Dimensioni        | Altezza           | 1,8 cm                                                                                 | 1,8 cm                                                                                 | 1,8 cm                                                                                 |
| Dimensioni        | Larghezza         | 31,4 cm                                                                                | 31,4 cm                                                                                | 35,89 cm                                                                               |
| Dimensioni        | Profondità        | 21,9 cm                                                                                | 21,9 cm                                                                                | 24,71 cm                                                                               |
| Peso              | Peso              | 1,58 kg                                                                                | 1,58 kg                                                                                | 2,04 kg                                                                                |
| Sistema operativo | Sistema operativo | macOS Sierra                                                                           | macOS Sierra                                                                           | macOS Sierra                                                                           |

### Touch Bar

#### Fine 2016
Il 27 ottobre 2016 è stata presentata la quarta generazione di MacBook Pro, formata da:
- MacBook Pro da 13" senza Touch Bar;
- MacBook Pro da 13" con Touch Bar;
- MacBook Pro da 15" con Touch Bar.

La linea è stata ridisegnata, riducendone le misure e aumentandone le potenzialità. È venduto, per la prima volta, in due colorazioni: grigio siderale e argento.
La Touch Bar è la novità più importante della nuova linea di MacBook Pro. Essa è una barra multi-touch che va a rimpiazzare i tasti funzione. È in grado, oltre a svolgere le funzioni precedenti (come abbassare o alzare il volume, aumentare o diminuire la luminosità, ecc.), di rispondere a una telefonata, formattare il testo su Pages o mostrare i suggerimenti di scrittura. È in grado di adattarsi all'applicazione che si sta usando e inoltre è possibile personalizzarla a proprio piacere. Dispone inoltre del Touch ID per effettuare pagamenti con Apple Pay, sbloccare il Mac o riconoscere un preciso utente per poi aprire la propria sessione di macOS.
Il nuovo MacBook Pro è in grado di renderizzare, attraverso Final Cut Pro X, titoli 3D a 4K più velocemente del 57% (76% il modello da 13") rispetto al suo predecessore. È anche in grado di offrire performance 3D più veloci del 130% (76% il modello da 13") con Autodesk Maya, sempre rispetto al suo predecessore, e prestazioni più veloci del 60% (103% il modello da 13") in ambito gaming, grazie anche alle nuove schede video Radeon Pro 450, 455, 460 con 2 o 4 GB di memoria GDDR5.
In tema di archiviazione, invece, riesce a raggiungere velocità di lettura sequenziale che arrivano fino a 3,1 Gbit/s, grazie alle nuove SSD PCIe, che offrono una capacità di archiviazione fino a 2 TB (i modelli da 13" fino a 1 TB).
La batteria permette un'autonomia fino a 10 ore di navigazione web, fino a 10 ore di riproduzione film iTunes e fino a 30 ore in standby.
Il MacBook Pro da 15" monta due ventole completamente ridisegnate, in grado di aumentare la circolazione di aria fresca e diminuire il rumore.
Il display Retina del MacBook Pro offre una luminosità di 500 nit, con un contrasto cromatico superiore del 67% rispetto al suo predecessore MacBook Pro. Esso usa lo spazio cromatico P3, che offre il 25% in più di colori rispetto allo standard RGB, ampliando la gamma dei colori verdi e rossi.
Gli altoparlanti sono anch'essi stati ridisegnati e riprogettati. Essi offrono fino al 58% di volume in più, con bassi fino a 2,5 volte più potenti e il doppio della gamma dinamica.
Il modello da 13" è provvisto di due microfoni, a differenza di quello maggiore, che invece ne possiede tre.
Anche la tastiera è stata riprogettata, con un meccanismo a farfalla di seconda generazione.
Il trackpad Force Touch ha una superficie doppia rispetto a quello del MacBook Pro precedente.
I nuovi MacBook Pro sono dotati di 4 porte Thunderbolt 3 (2 porte per la versione da 13" senza Touch Bar). Esse permettono di ricaricare il MacBook Pro, di trasferire dati e di trasmettere video.
La Thunderbolt 3 riesce a raggiungere una velocità di 40 Gbit/s nel trasferimento dati, il doppio rispetto alla Thunderbolt 2, il quadruplo rispetto all'USB 3.1 e otto volte di più rispetto all’USB 3; infatti è in grado, in meno di 1 minuto, di copiare 14 ore di video HD, 25.000 foto o 10.000 canzoni.
La versione da 13 pollici permette il supporto fino a due schermi 4K o uno schermo 5K, mentre la versione da 15 pollici supporta fino a due schermi 5K.
Caratteristiche
|                       |                   | MacBook Pro 13" (2016)                                               | MacBook Pro 13" (2016)                                                                                | MacBook Pro 15" |
| Tasti funzione fisici | Touch Bar         | Touch Bar                                                            | | |
| --------------------- | ----------------- | -------------------------------------------------------------------- | --- | --- |
| Colori                | Colori            | Grigio siderale, argento                                             | Grigio siderale, argento                                                                              | Grigio siderale, argento                                                                                                   |
| Schermo               | Schermo           | Retina 13,3" IPS 2560×1600, 227 ppi, 500 nit                         | Retina 13,3" IPS 2560×1600, 227 ppi, 500 nit                                                          | Retina 15,4" IPS 2880×1800, 220 ppi, 500 nit                                                                               |
| Processore            | Processore        | Intel Core dual‑core a i5 2,0 GHz Intel Core dual‑core a i7 2,4 GHz  | Intel Core i5 dual‑core a 2,9 GHz Intel Core i5 dual‑core a 3,1 GHz Intel Core i7 dual‑core a 3,3 GHz | Intel Core i7 quad‑core a 2,6 GHz Intel Core i7 quad‑core a 2,7 GHz Intel Core i7 quad‑core a 2,9 GHz                      |
| Archiviazione         | Archiviazione     | SSD PCIe 256 GB, 512 GB o 1 TB                                       | SSD PCIe 256 GB, 512 GB o 1 TB                                                                        | SSD PCIe 256 GB, 512 GB, 1 TB o 2 TB                                                                                       |
| Memoria               | Memoria           | 8 GB di memoria LPDDR3 a 1866 MHz 16 GB di memoria LPDDR3 a 1866 MHz | 8 GB di memoria LPDDR3 a 2133 MHz 16 GB di memoria LPDDR3 a 2133 MHz                                  | 16 GB di memoria LPDDR3 a 2133 MHz                                                                                         |
| Grafica               | Grafica           | Intel Iris Graphics 540                                              | Intel Iris Graphics 550                                                                               | Radeon Pro 450 con 2 GB di memoria GDDR5 Radeon Pro 455 con 2 GB di memoria GDDR5 Radeon Pro 460 con 4 GB di memoria GDDR5 |
| Porte                 | Porte             | Due porte Thunderbolt 3 (USB‑C) Jack da 3,5 mm                       | Quattro porte Thunderbolt 3 (USB‑C) Jack da 3,5 mm                                                    | Quattro porte Thunderbolt 3 (USB‑C) Jack da 3,5 mm                                                                         |
| Wireless              | Wireless          | Wi‑Fi 802.11ac; compatibile con IEEE 802.11a/b/g/n Bluetooth 4.2     | Wi‑Fi 802.11ac; compatibile con IEEE 802.11a/b/g/n Bluetooth 4.2                                      | Wi‑Fi 802.11ac; compatibile con IEEE 802.11a/b/g/n Bluetooth 4.2                                                           |
| Videocamera           | Videocamera       | Videocamera FaceTime HD a 720p                                       | Videocamera FaceTime HD a 720p                                                                        | Videocamera FaceTime HD a 720p                                                                                             |
| Audio                 | Audio             | Altoparlanti stereo ad alta gamma dinamica Due microfoni             | Altoparlanti stereo ad alta gamma dinamica Tre microfoni                                              | Altoparlanti stereo ad alta gamma dinamica Tre microfoni                                                                   |
| Batteria              | Batteria          | Batteria al litio da 54,5 Wh                                         | Batteria al litio da 49,2 Wh                                                                          | Batteria al litio da 76,0 Wh                                                                                               |
| Dimensioni            | Altezza           | 1,49 cm                                                              | 1,49 cm                                                                                               | 1,55 cm |
| Dimensioni            | Larghezza         | 30,41 cm                                                             | 30,41 cm                                                                                              | 34,93 cm |
| Dimensioni            | Profondità        | 21,24 cm                                                             | 21,24 cm                                                                                              | 24,07 cm |
| Peso                  | Peso              | 1,37 kg                                                              | 1,37 kg                                                                                               | 1,83 kg |
| Sistema operativo     | Sistema operativo | macOS Sierra                                                         | macOS Sierra                                                                                          | macOS Sierra |

#### Metà 2017
In occasione della Apple Worldwide Developers Conference 2017 (WWDC) tenutasi il 5 giugno 2017 a San Jose, viene presentato un aggiornamento della linea MacBook Pro. I notebook non subiscono modifiche a livello estetico, quanto a livello di perfomances. Vengono infatti integrati i nuovi processori Intel Kaby Lake, a sostituzione degli ormai obsoleti Sky Lake, e tra le versioni da 13 pollici viene introdotto un quarto modello senza Touch Bar da 1549 euro con 128 GB di archiviazione. Non subiscono modifiche la RAM, la batteria e lo schermo.

#### Metà 2018
Il 12 luglio 2018 è stata presentata una nuova linea di MacBook Pro, formata da:
- MacBook Pro da 13" senza Touch Bar;
- MacBook Pro da 13" con Touch Bar;
- MacBook Pro da 15" con Touch Bar.

Esteticamente è uguale al modello 2016 e 2017, mantenendo le misure esterne ma aumentandone le potenzialità. È venduto anch'esso in due colorazioni: grigio siderale e argento.
I prezzi in Italia per il modello da 13" senza Touch Bar, che monta un processore Kaby Lake, partono da 1549 euro per quello da 128 GB, da 1799 euro per quello da 256 GB. Per il modello da 13" con Touch Bar, che monta in questo caso un processore Coffee Lake, partono da 2099 euro per quello con 256 GB e da 2349 euro per il modello da 512 GB. Il modello da 15", disponibile solo con Touch Bar e che monta un processore Coffee Lake, parte da 2899 euro.
Caratteristiche
|                   |                   | MacBook Pro 13"                                                         | MacBook Pro 13"                                                         | MacBook Pro 15"                                                         | MacBook Pro 15"                                                         |
| senza Touch Bar   | con Touch Bar     | con Touch Bar                                                           | con Touch Bar                                                           |                                                                         |                                                                         |
| 2,3 GHz           | 2,3 GHz           | 2,2 GHz                                                                 | 2,6 GHz                                                                 |                                                                         |                                                                         |
| ----------------- | ----------------- | ----------------------------------------------------------------------- | ----------------------------------------------------------------------- | ----------------------------------------------------------------------- | ----------------------------------------------------------------------- |
| Colori            | Colori            | Grigio siderale, argento                                                | Grigio siderale, argento                                                | Grigio siderale, argento                                                | Grigio siderale, argento                                                |
| Schermo           | Schermo           | Retina 13,3" IPS 2560×1600, 227 ppi, 500 nit                            | Retina 13,3" IPS 2560×1600, 227 ppi, 500 nit, True Tone                 | Retina 15,4" IPS 2880×1800, 220 ppi, 500 nit, True Tone                 | Retina 15,4" IPS 2880×1800, 220 ppi, 500 nit, True Tone                 |
| Processore        | Processore        | Intel Core i5 dual‑core a 2,3 GHz                                       | Intel Core i5 quad‑core a 2,3 GHz                                       | Intel Core i7 6‑core a 2,2 GHz                                          | Intel Core i7 6‑core a 2,6 GHz                                          |
| Archiviazione     | Archiviazione     | SSD PCIe 128 GB o 256 GB                                                | SSD PCIe 256 GB o 512 GB                                                | SSD PCIe 256 GB                                                         | SSD PCIe 512 GB                                                         |
| Memoria           | Memoria           | 8 GB di memoria LPDDR3 a 2133 MHz                                       | 8 GB di memoria LPDDR3 a 2133 MHz                                       | 16 GB di memoria DDR4 a 2400 MHz                                        |                                                                         |
| Grafica           | Grafica           | Intel Iris Graphics 640                                                 | Intel Iris Graphics 655                                                 | Radeon Pro 555X con 4 GB di memoria GDDR5 Intel UHD Graphics 630        | Radeon Pro 560x con 4 GB di memoria GDDR5 Intel UHD Graphics 630        |
| Porte             | Porte             | Due porte Thunderbolt 3 (USB‑C)                                         | Quattro porte Thunderbolt 3 (USB‑C)                                     | Quattro porte Thunderbolt 3 (USB‑C)                                     | Quattro porte Thunderbolt 3 (USB‑C)                                     |
| Connettività      | Connettività      | Wi‑Fi 802.11ac; compatibile con IEEE 802.11a/b/g/n Bluetooth 4.2        | Wi‑Fi 802.11ac; compatibile con IEEE 802.11a/b/g/n Bluetooth 5.0        | Wi‑Fi 802.11ac; compatibile con IEEE 802.11a/b/g/n Bluetooth 5.0        | Wi‑Fi 802.11ac; compatibile con IEEE 802.11a/b/g/n Bluetooth 5.0        |
| Videocamera       | Videocamera       | Videocamera FaceTime HD a 720p                                          | Videocamera FaceTime HD a 720p                                          | Videocamera FaceTime HD a 720p                                          | Videocamera FaceTime HD a 720p                                          |
| Audio             | Audio             | Altoparlanti stereo ad alta gamma dinamica Due microfoni Jack da 3,5 mm | Altoparlanti stereo ad alta gamma dinamica Tre microfoni Jack da 3,5 mm | Altoparlanti stereo ad alta gamma dinamica Tre microfoni Jack da 3,5 mm | Altoparlanti stereo ad alta gamma dinamica Tre microfoni Jack da 3,5 mm |
| Batteria          | Batteria          | Batteria al litio da 54,5 Wh                                            | Batteria al litio da 58 Wh                                              | Batteria al litio da 83,6 Wh                                            | Batteria al litio da 83,6 Wh                                            |
| Dimensioni        | Altezza           | 1,49 cm                                                                 | 1,49 cm                                                                 | 1,55 cm                                                                 | 1,55 cm                                                                 |
| Dimensioni        | Larghezza         | 30,41 cm                                                                | 30,41 cm                                                                | 34,93 cm                                                                | 34,93 cm                                                                |
| Dimensioni        | Profondità        | 21,24 cm                                                                | 21,24 cm                                                                | 24,07 cm                                                                | 24,07 cm                                                                |
| Peso              | Peso              | 1,37 kg                                                                 | 1,37 kg                                                                 | 1,83 kg                                                                 | 1,83 kg                                                                 |
| Sistema operativo | Sistema operativo | macOS High Sierra                                                       | macOS High Sierra                                                       | macOS High Sierra                                                       | macOS High Sierra                                                       |

#### Metà 2019
Il 21 maggio 2019 è stata aggiornata la linea MacBook Pro da 13" con diverse migliorie hardware, specialmente sul processore.

Il 9 luglio sono state presentate anche le novità della linea da 13", come l'introduzione della Touch Bar anche alla versione con 2 porte Thunderbolt. La versione con 4 porte Thunderbolt ha avuto un leggero aumento della velocità del processore, passando da 2,3 GHz a 2,4 GHz per i modelli i5 e da 2,7 GHz ai 2,8 GHz per i modelli i7. Da questo momento in poi, tutti i prodotti MacBook Pro sono comprensivi di Touch Bar. Da considerare inoltre, un leggero calo di prezzi nei rispettivi modelli aggiornati dall'anno precedente.

#### Fine 2019
Il 13 novembre 2019, senza l'ausilio di un evento, Apple ha presentato una linea aggiornata di MacBook Pro in cui il modello da 15 pollici è stato sostituito con quello da 16.
Il MacBook Pro da 16" offre due opzioni configurabili allo stesso prezzo dello opzioni base della versione da 15" (2799 e 3299 euro) con diverse migliorie hardware, tra cui un nuovo processore i9 opzionale, più opzioni di scelta per lo spazio di archiviazione nelle configurazioni base, tre nuove schede grafiche AMD dedicate con memoria DDR6, la reintroduzione del tasto Esc meccanico (non più integrato nella Touch Bar) e un pulsante per il Touch ID simile a quello introdotto nel MacBook Air del 2018.
Caratteristiche
|                          |                          | MacBook Pro 16" | MacBook Pro 16" |
| Core i7                  | Core i9                  | | |
| ------------------------ | ------------------------ | --- | --- |
| Processore               | Processore               | - i7-9750H 6-core a 2,6 GHz (Turbo Boost fino a 4,5 GHz) - i9-9980HK 8-core a 2,4 GHz (Turbo Boost fino a 5 GHz) | - i9-9880H 8-core a 2,3 GHz (Turbo Boost fino a 4,8 GHz) - i9-9980HK 8-core a 2,4 GHz (Turbo Boost fino a 5 GHz) |
| Archiviazione            | Archiviazione            | Unità SSD da 512 GB (configurabile con unità SSD da 1, 2, 4 o 8 TB) | Unità SSD da 1 TB (configurabile con unità SSD da 2, 4 o 8 TB) |
| Schermo                  | Schermo                  | Display Retina da 16" con retroilluminazione LED e tecnologia IPS; risoluzione 3072×1920 a 226ppi | Display Retina da 16" con retroilluminazione LED e tecnologia IPS; risoluzione 3072×1920 a 226ppi |
| Memoria                  | Memoria                  | 16 GB di memoria DDR4 a 2666 MHz (configurabile con 32 o 64 GB di memoria) | 16 GB di memoria DDR4 a 2666 MHz (configurabile con 32 o 64 GB di memoria) |
| Grafica                  | Grafica                  | Intel UHD Graphics 630 + AMD Radeon Pro 5300M con 4 GB di memoria GDDR6 (configurabile con AMD Radeon Pro 5500 con 4 o 8 GB di memoria GDDR6) | Intel UHD Graphics 630 + AMD Radeon Pro 5500M con 4 GB di memoria GDDR6 (configurabile con AMD Radeon Pro 5500M con 8 GB di memoria GDDR6) |
| Porte                    | Porte                    | Quattro porte Thunderbolt 3 (USB-C) | Quattro porte Thunderbolt 3 (USB-C) |
| Connettività             | Connettività             | Wi-Fi: Wi‑Fi 802.11ac (compatibile con IEEE 802.11a/b/g/n) Bluetooth: Bluetooth 5.0 | Wi-Fi: Wi‑Fi 802.11ac (compatibile con IEEE 802.11a/b/g/n) Bluetooth: Bluetooth 5.0 |
| Videocamera              | Videocamera              | Videocamera FaceTime HD a 720p | Videocamera FaceTime HD a 720p |
| Audio                    | Audio                    | - Sistema a sei altoparlanti hi‑fi con woofer force-cancelling - Ampio suono stereo - Riproduzione Dolby Atmos supportata - Tre microfoni in array, di qualità professionale e con rapporto segnale/rumore elevato e beamforming direzionale - Jack da 3,5 mm per cuffie | - Sistema a sei altoparlanti hi‑fi con woofer force-cancelling - Ampio suono stereo - Riproduzione Dolby Atmos supportata - Tre microfoni in array, di qualità professionale e con rapporto segnale/rumore elevato e beamforming direzionale - Jack da 3,5 mm per cuffie |
| Batteria e alimentazione | Batteria e alimentazione | - Fino a 11 ore di navigazione web in wireless - Fino a 11 ore di riproduzione di film sull’app Apple TV - Fino a 30 giorni di autonomia in standby - Batteria integrata ai polimeri di litio da 100 wattora - Alimentatore USB‑C da 96 W                                | - Fino a 11 ore di navigazione web in wireless - Fino a 11 ore di riproduzione di film sull’app Apple TV - Fino a 30 giorni di autonomia in standby - Batteria integrata ai polimeri di litio da 100 wattora - Alimentatore USB‑C da 96 W                                |
| Dimensioni               | Altezza                  | 1,62 cm | 1,62 cm |
| Dimensioni               | Larghezza                | 35,79 cm | 35,79 cm |
| Dimensioni               | Profondità               | 24,59 cm | 24,59 cm |
| Peso                     | Peso                     | 2,0 kg | 2,0 kg |
| Sistema operativo        | Sistema operativo        | macOS Catalina | macOS Catalina |

#### Inizio 2020
Dopo l'aggiornamento della tastiera nel MacBook Pro da 16", Apple presenta un ulteriore aggiornamento della linea dei MacBook Pro da 13", anche questi con la nuova tastiera Magic Keyboard, il Touch ID su un pulsante specifico e la reintroduzione del tasto fisico "Esc".
Oltre alla tastiera, Apple raddoppia le capacità di archiviazione di serie; rispetto alle versioni del 2019, i processori dei modelli da 2 porte Thunderbolt rimangono invariati, mentre vengono resi disponibili i nuovi processori Intel Core di decima generazione Cannonlake nei modelli da 4 porte Thunderbolt.
Per i modelli da 2 porte Thunderbolt i prezzi diminuiscono leggermente, partendo in Italia da 1529 euro per il modello da 256 GB di archiviazione e da 1779 euro per quello da 512 GB. Per i modelli da 4 porte Thunderbolt, invece, i prezzi aumentano sensibilmente, partendo in Italia da 2299 euro per il modello da 512 GB e da 2479 euro per il modello da 1 TB.
Caratteristiche
|                                                         |                                                         | MacBook Pro 13" | MacBook Pro 13" |
| 2 porte Thunderbolt                                     | 4 porte Thunderbolt                                     | | |
| Intel Core i5 quad‑core di ottava generazione a 1,4 GHz | Intel Core i5 quad‑core di decima generazione a 2,0 GHz | | |
| ------------------------------------------------------- | ------------------------------------------------------- | --- | --- |
| Colori                                                  | Colori                                                  | Grigio siderale, Argento | Grigio siderale, Argento |
| Schermo                                                 | Schermo                                                 | Display Retina 13,3" IPS 2560×1600, 227 ppi, 500 nit, ampia gamma cromatica (P3), True Tone                                                                                      | Display Retina 13,3" IPS 2560×1600, 227 ppi, 500 nit, ampia gamma cromatica (P3), True Tone                                                                                      |
| Processore                                              | Processore                                              | - i5-8257U quad‑core a 1,4 GHz (Turbo Boost fino a 3,9 GHz) - i7-8557U quad‑core a 1,7 GHz (Turbo Boost fino a 4,5 GHz)                                                          | - i5-1038NG7 quad‑core a 2,0 GHz (Turbo Boost fino a 3,8 GHz) - i7-1068NG7 quad‑core a 2,3 GHz (Turbo Boost fino a 4,1 GHz)                                                      |
| Archiviazione                                           | Archiviazione                                           | SSD PCIe 256 o 512 GB (configurabili fino a 2 TB) | SSD PCIe 512 GB o 1 TB (configurabili fino a 4 TB) |
| Memoria RAM                                             | Memoria RAM                                             | 8 GB di memoria LPDDR3 a 2133 MHz - massimo 16 GB di memoria LPDDR3 a 2133 MHz                                                                                                   | 16 GB di memoria LPDDR4X a 3733 MHz - massimo 32 GB di memoria LPDDR4X a 3733 MHz                                                                                                |
| Grafica                                                 | Grafica                                                 | Intel Iris Plus Graphics 645 | Intel Iris Plus Graphics |
| Porte                                                   | Porte                                                   | Due porte Thunderbolt 3 (USB‑C) | Quattro porte Thunderbolt 3 (USB‑C) |
| Tastiera e trackpad                                     | Tastiera e trackpad                                     | - Magic Keyboard retroilluminata - 66 tasti, con 4 tasti freccia disposti a T capovolta - Touch Bar - Sensore Touch ID - Sensore di luce ambientale - Trackpad Force Touch       | - Magic Keyboard retroilluminata - 66 tasti, con 4 tasti freccia disposti a T capovolta - Touch Bar - Sensore Touch ID - Sensore di luce ambientale - Trackpad Force Touch       |
| Connettività                                            | Connettività                                            | Wi‑Fi 802.11ac (compatibile con IEEE 802.11a/b/g/n) Bluetooth 5.0 | Wi‑Fi 802.11ac (compatibile con IEEE 802.11a/b/g/n) Bluetooth 5.0 |
| Videocamera                                             | Videocamera                                             | Videocamera FaceTime HD a 720p | Videocamera FaceTime HD a 720p |
| Audio                                                   | Audio                                                   | - Altoparlanti stereo ad alta gamma dinamica - Suono stereo spaziale - Riproduzione Dolby Atmos - Tre microfoni in array con beamforming direzionale - Jack da 3,5 mm per cuffie | - Altoparlanti stereo ad alta gamma dinamica - Suono stereo spaziale - Riproduzione Dolby Atmos - Tre microfoni in array con beamforming direzionale - Jack da 3,5 mm per cuffie |
| Batteria                                                | Batteria                                                | Batteria al litio da 58,2 Wh | Batteria al litio da 58,0 Wh |
| Dimensioni                                              | Altezza                                                 | 1,56 cm | 1,56 cm |
| Dimensioni                                              | Larghezza                                               | 30,41 cm | 30,41 cm |
| Dimensioni                                              | Profondità                                              | 21,24 cm | 21,24 cm |
| Peso                                                    | Peso                                                    | 1,40 kg | 1,40 kg |
| Sistema operativo                                       | Sistema operativo                                       | macOS Catalina | macOS Catalina |

#### Fine 2020
La tastiera, la scocca esterna e le funzionalità rimangono invariate ma introduce sul mercato processori basati sull'architettura ARM Apple M1, iniziando un processo di transizione che include anche MacBook Air e Mac mini e si concluderà solo quando tutti i prodotti saranno convertiti alla nuova architettura. Tra i vantaggi del nuovo processore vi sono un notevole aumento della durata reale della batteria fino a 18/20 ore di utilizzo, l'abbassamento delle temperature a parità di lavoro e un controllo sulla progettazione già nelle fasi iniziali.
Al momento del debutto, il MacBook Pro da 13,3" è disponibile in colorazione "Space Grey", "Argento", con i tagli di memoria da 256 GB a 2 TB e RAM da 8 o 16 GB, oltre a essere commercializzato di fabbrica con il sistema operativo macOS Big Sur.

### Apple Silicon

#### 2021
Il 18 ottobre 2021 Apple ha presentato i nuovi MacBook Pro in due varianti: una da 16" e una nuova da 14" che sostituisce il vecchio 13" (che rimane comunque nella line-up).
I nuovi dispositivi rappresentano uno dei più importanti aggiornamenti della linea MacBook Pro introducendo i nuovi SoC M1 Pro e M1 Max progettati da Apple, abbandonando i processori Intel.
|                   |                   | MacBook Pro 14" | MacBook Pro 14" | MacBook Pro 16" | MacBook Pro 16" |
| ----------------- | ----------------- | --- | --- | --- | --- |
| Colori            | Colori            | Grigio siderale, argento | Grigio siderale, argento | Grigio siderale, argento | Grigio siderale, argento |
| Schermo           | Schermo           | Liquid Retina XDR 14,2" 3024x1964, 254 ppi, 100 nit (1600 nit picco), 1.000.000:1, True Tone | Liquid Retina XDR 14,2" 3024x1964, 254 ppi, 100 nit (1600 nit picco), 1.000.000:1, True Tone | Liquid Retina XDR 16,2" 3456×2234, 254 ppi, 100 nit (1600 nit picco), 1.000.000:1, True Tone | Liquid Retina XDR 16,2" 3456×2234, 254 ppi, 100 nit (1600 nit picco), 1.000.000:1, True Tone |
| Processore        | Processore        | Apple M1 Pro, Apple M1 Max | Apple M1 Pro, Apple M1 Max | Apple M1 Pro, Apple M1 Max | Apple M1 Pro, Apple M1 Max |
| Archiviazione     | Archiviazione     | SSD PCIe 512 GB, 1 TB, 2 TB, 4 TB o 8 TB | SSD PCIe 512 GB, 1 TB, 2 TB, 4 TB o 8 TB | SSD PCIe 512 GB, 1 TB, 2 TB, 4 TB o 8 TB | SSD PCIe 512 GB, 1 TB, 2 TB, 4 TB o 8 TB |
| Porte             | Porte             | Tre porte Thunderbolt 4 (USB‑C), Slot SDXC card, porta HDMI, jack da 3,5 mm per cuffie, porta MagSafe 3 | Tre porte Thunderbolt 4 (USB‑C), Slot SDXC card, porta HDMI, jack da 3,5 mm per cuffie, porta MagSafe 3 | Tre porte Thunderbolt 4 (USB‑C), Slot SDXC card, porta HDMI, jack da 3,5 mm per cuffie, porta MagSafe 3 | Tre porte Thunderbolt 4 (USB‑C), Slot SDXC card, porta HDMI, jack da 3,5 mm per cuffie, porta MagSafe 3 |
| Connettività      | Connettività      | Wi‑Fi 6 802.11ax compatibile con IEEE 802.11a/b/g/n/ac Bluetooth 5.0 | Wi‑Fi 6 802.11ax compatibile con IEEE 802.11a/b/g/n/ac Bluetooth 5.0 | Wi‑Fi 6 802.11ax compatibile con IEEE 802.11a/b/g/n/ac Bluetooth 5.0 | Wi‑Fi 6 802.11ax compatibile con IEEE 802.11a/b/g/n/ac Bluetooth 5.0 |
| Videocamera       | Videocamera       | Videocamera FaceTime HD a 1080p | Videocamera FaceTime HD a 1080p | Videocamera FaceTime HD a 1080p | Videocamera FaceTime HD a 1080p |
| Audio             | Audio             | Sistema audio a sei altoparlanti hi‑fi con woofer force‑cancelling Tre microfoni in array di qualità professionale, con rapporto segnale/rumore elevato e beamforming direzionale Due microfoni Jack da 3,5 mm | Sistema audio a sei altoparlanti hi‑fi con woofer force‑cancelling Tre microfoni in array di qualità professionale, con rapporto segnale/rumore elevato e beamforming direzionale Due microfoni Jack da 3,5 mm | Sistema audio a sei altoparlanti hi‑fi con woofer force‑cancelling Tre microfoni in array di qualità professionale, con rapporto segnale/rumore elevato e beamforming direzionale Due microfoni Jack da 3,5 mm | Sistema audio a sei altoparlanti hi‑fi con woofer force‑cancelling Tre microfoni in array di qualità professionale, con rapporto segnale/rumore elevato e beamforming direzionale Due microfoni Jack da 3,5 mm |
| Batteria          | Batteria          | Batteria al litio da 69,6 Wh | Batteria al litio da 69,6 Wh | Batteria al litio da 99,6 Wh | Batteria al litio da 99,6 Wh |
| Dimensioni        | Altezza           | 1,55 cm | 1,55 cm | 1,68 cm | 1,68 cm |
| Dimensioni        | Larghezza         | 31,26 cm | 31,26 cm | 35,57 cm | 35,57 cm |
| Dimensioni        | Profondità        | 22,12 cm | 22,12 cm | 24,81 cm | 24,81 cm |
| Peso              | Peso              | 1,61 kg | 1,61 kg | 2,15 kg (M1 Pro), 2,17 (M1 Max) | 2,15 kg (M1 Pro), 2,17 (M1 Max) |
| Sistema operativo | Sistema operativo | macOS Monterey | macOS Monterey | macOS Monterey | macOS Monterey |

##### Processori
|         |         | M1 Pro                                    | M1 Max                              |
| ------- | ------- | ----------------------------------------- | ----------------------------------- |
| CPU     | CPU     | 2 core ad alta efficienza, 2064 MHz       | 2 core ad alta efficienza, 2064 MHz |
| CPU     | CPU     | 8 o 10 core ad alte prestazioni, 3228 MHz |                                     |
| GPU     | GPU     | 14 o 16 core                              | 24 o 32 core                        |
| Memoria | Memoria | 16 o 32 GB                                | 32 o 64 GB                          |

#### 2023
Il 17 gennaio 2023, Apple ha aggiornato i modelli da 14 e 16 pollici. I nuovi modelli sono dotati di Apple M2 Pro e M2 Max, possono essere configurati con fino a 96 GB di RAM (rispetto ai 64 GB precedenti), e supportano lo standard HDMI 2.1 che può gestire un display esterno 8K (i modelli del 2021 supportavano HDMI 2.0). Inoltre, sono dotati di Wi-Fi 6E e Bluetooth 5.3.
Apple pubblicizza il nuovo modello da 16 pollici con "fino a 22 ore" di durata della batteria, che dichiara essere la "durata della batteria più lunga mai vista" in un Mac.
Il cavo MagSafe-3 incluso nella confezione è, come per il MacBook Air, abbinato al colore del case del dispositivo. Ciò significa che al MacBook Pro in Space Grey verrà fornito un cavo in Space Grey invece che in argento.

## Problemi
Alcuni esemplari di MacBook Pro hanno presentato questi problemi:
- Un sibilo spesso descritto come un gemito, provocato da un processore inattivo.[7][8]
- Un suono "moo-ing"[9].
- Un eccessivo calore, da risolvere con un aggiornamento firmware in Mac OS X 10.4.6.[10]
- I vecchi modelli (numero seriale minore di 6810) hanno un ronzio dal lato destro dello schermo quando la luminosità è tra il minimo e il massimo.[7]
- Si dice anche che la GPU del MacBook Pro sia stata underclockata intenzionalmente da Apple per ridurre la necessità di ventole di raffreddamento.[11]
- I primi modelli con piattaforma Santa Rosa usciti nel giugno 2007 presentano un problema alla scheda video. Lo schermo rimane spento all'avvio del portatile. Il sistema funziona ma lo schermo rimane spento. È possibile accedere al computer solo se avete attivato la condivisione dello schermo. Il problema sembra causato da un difetto di produzione della GPU NVIDIA Geforce 8600M[12] riconosciuto da NVIDIA stessa. Apple ha sostituito gratuitamente la scheda video (con annessa scheda logica) a tutti i portatili che presentavano questo problema, determinato da un problema con le saldature della scheda grafica sulla scheda logica che, in fase di avvio del portatile, riscaldandosi in maniera non uniforme, provocavano problemi di conduzione elettrica e conseguenti malfunzionamenti della GPU. Le schede sono state sostituite fino a 3 anni dopo l'acquisto, previo accertamento del difetto con un software di test. Da notare che la stessa GPU era montata su molti altri portatili concorrenti (ad esempio Sony Vaio), che invece non hanno beneficiato della stessa garanzia. A seguito di questo problema, Apple ha cambiato fornitore di GPU, inserendo processori Intel dal modello successivo a quello in cui è stato rilevato il problema.
- Alcuni MacBook Pro del 2011 hanno avuto problemi alla scheda grafica discreta AMD.